# Pârâul Mic, Gârcin
Râul Pârâul Mic este un curs de apă, afluent al râului Gârcin. 